# 교와촌 (니가타현)
교와촌(共和村)은 니가타현 니시칸바라군에 설치되었던 촌이다.